# Ijoma Mangold

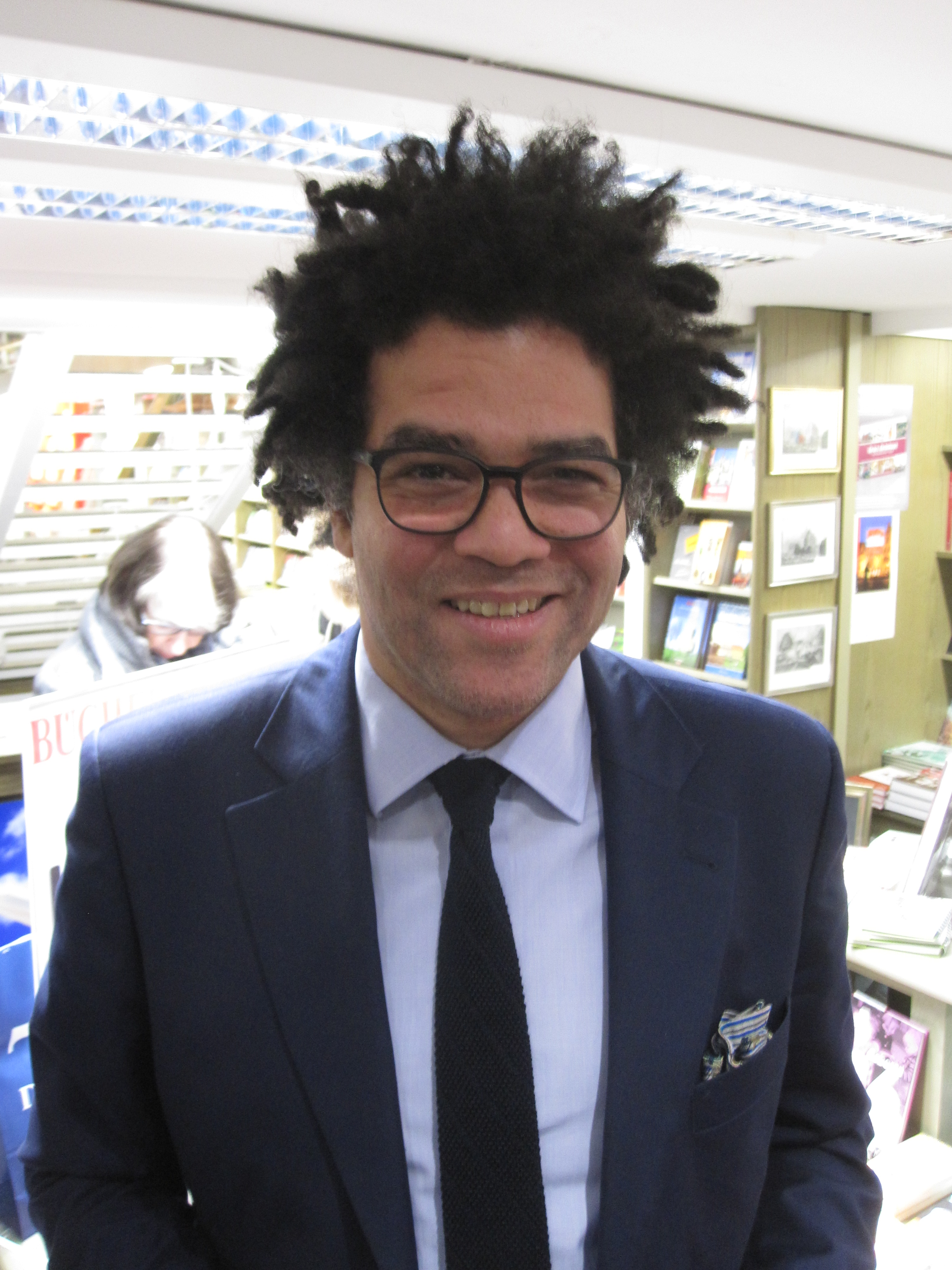
Ijoma Mangold bei einem Vortrag in Osnabrück im Februar 2016

Ijoma Alexander Mangold (Aussprache [ˈɪːdʒoˌmaː …]; geboren am 2. März 1971 in Heidelberg) ist ein deutscher Literaturkritiker und Autor.

## Leben
Ijoma Mangold wuchs bei seiner Mutter, einer in Schlesien geborenen Kinder- und Jugendpsychotherapeutin, in Dossenheim auf. Seinen Vater, einen nigerianischen Kinderchirurgen und Chief eines Dorfes, und dessen zweite Familie lernte er erst als 22-Jähriger kennen. Er versteht sich, so schreibt er ironisch, als „gänzlich unfundamentalistischer Schlesienvertriebener der zweiten Generation“. Sein Aussehen, mit dem er „erkennbar das Klassenziel der Nürnberger Rassengesetze verfehlt hätte“, habe er nur einmal zum Gegenstand eines anekdotisch gehaltenen Zeitungsartikels gemacht. „Es war in der Zeit, als die Parteien über die deutsche Leitkultur diskutierten.“ Als Jugendlicher las er viele Werke der Weltliteratur aus dem Bestand seiner Mutter. Seine Lieblingslektüre war Marcel Prousts Auf der Suche nach der verlorenen Zeit. Zudem machte ihn seine Mutter mit Theaterstücken und Opern bekannt.
Nach dem Besuch des Kurfürst-Friedrich-Gymnasiums Heidelberg studierte Mangold ab 1991 Literaturwissenschaft und Philosophie in München und Bologna. Als Student arbeitete er in einem Callcenter für den Abonnement-Service der Süddeutschen Zeitung. Von 2000 bis 2001 war er Redakteur bei der Berliner Zeitung, ab 2001 Feuilletonredakteur der Süddeutschen Zeitung. Ab 2009 war Mangold stellvertretender Leiter des Feuilletons der Wochenzeitung Die Zeit und dort verantwortlich für Literatur. Nach fünf Jahren als Literaturchef wurde er kulturpolitischer Korrespondent.
Für die Serie Das war meine Rettung des Zeit Magazins war er neben der Fotografin Herlinde Koelbl und dem Psychologen Louis Lewitan einer der regelmäßigen Interviewer. 2012 wurden die Interviews in Buchform veröffentlicht. Für die Neuausgabe des Romans Cécile (2006) von Theodor Fontane und des Schauspiels Die Räuber (2009) von Friedrich Schiller schrieb Mangold Vor- bzw. Nachworte.
Er gehörte zur Jury des Deutschen Buchpreises 2007 sowie mehrfach des Ingeborg-Bachmann-Preises und ist Jury-Mitglied der Literatur-Bestenliste des SWR.
2008 übernahm er am Seminar für Deutsche Philologie der Georg-August-Universität Göttingen einen Lehrauftrag für Literaturkritik. Seine Antrittsvorlesung hielt er zum Thema Die Beteiligung des moralischen Ich an der Literaturkritik. 2014/15 hatte er eine einjährige Gastprofessur im amerikanischen St. Louis inne.
In der Nachfolge von Elke Heidenreich moderierte er gemeinsam mit Amelie Fried von Juli 2009 bis Dezember 2010 die ZDF-Literatursendung Die Vorleser. Mit Thea Dorn, Denis Scheck und Felicitas von Lovenberg gehörte er seit 2013 zum Moderatoren-Quartett der Literatursendung lesenswert des SWR-Fernsehens. Seit der Neufassung des Konzepts zählte Mangold neben dem Moderator Denis Scheck und der Literaturkritikerin Insa Wilke zum festen Team der Sendung.
Seit Juli 2020 moderiert Mangold gemeinsam mit Lars Weisbrod und Nina Pauer den Feuilleton-Podcast Die sogenannte Gegenwart bei der Zeit. Im Oktober 2021 wurde Mangold von Kulturstaatsministerin Monika Grütters für den Zeitraum 2022 bis 2024 als Literaturexperte in die Jury der Villa Massimo berufen.
Seit 2023 gehört er der Jury des Tractatus-Preises für philosophische Essayistik an.
Mangold lebt in Berlin-Moabit und in der Uckermark. Er ist konfessionslos, bezeichnet sich selbst aber als Christ.

## Werk

### Das deutsche Krokodil(2017)
2017 veröffentlichte Mangold das autobiografische Buch Das deutsche Krokodil. Meine Geschichte. Der Titel spielt auf das Krokodil als Bezeichnung einer in Deutschland und der Schweiz eingesetzten Lokomotive an, die ein beliebter Gegenstand von Modelleisenbahnen ist, andererseits auf seine afrikanische Herkunft. Mangold lehnt in seinem Buch die Zuordnung zur Gruppe der Afrodeutschen ab: „Wenn man erst einmal begänne, mich als Afrodeutschen zu sehen, wäre ich ja eines, für das ich mich bisher gehalten hatte, ganz sicher nicht mehr, nämlich Deutscher. Was sollte dadurch gewonnen sein?“ „Ich habe Deutschland nie als rassistisches Land empfunden,“ sagte Mangold im Gespräch mit dem SWR.
Alexander Solloch wünschte sich im NDR unter der Überschrift Mit der Katastrophe rechnen, die nicht kommt, Mangold solle noch viele Bücher jenseits der Literaturkritik veröffentlichen. In der Süddeutschen Zeitung ging Kristina Maidt-Zinke von Mangolds Frage aus: „War ich überassimiliert?“ und hebt seine Distinktionsleidenschaft hervor. In der Frankfurter Allgemeinen Zeitung schrieb Jan Wiele zu Mangolds Autobiografie, die man auch als Roman bezeichnen könne, der Autor lehne die Psychoanalyse ab, analysiere sich aber selbst. Mangold erklärte in der Fernsehsendung Sternstunde Philosophie des Schweizer TV-Senders SRF im Februar 2018:

„Erst im Schreiben ging mir auf, dass es zum Beispiel Verhaltensweisen von mir gibt, die eindeutig eine Reaktion sind auf mein Aussehen. Quasi eine prophylaktische Reaktion, wenn man so möchte. Also dieses etwas übertriebene gestochene Hochdeutsch, das ich so schnell anschlage und spreche, ist glaube ich auch der Versuch immer gewesen: Ich sehe nicht aus wie ein Deutscher, aber lasst mich nur einen Satz sagen, dann werdet ihr keinen Zweifel mehr an meinem Pass haben.“

### Die orange Pille(2023)
Im März 2023 veröffentlichte Mangold ein Buch über die Kryptowährung Bitcoin und seine intensive Beschäftigung mit der digitalen Währung, mit deren Anhängern und ihren politischen und gesellschaftlichen Möglichkeiten als alternatives Währungssystem in der Zukunft. Da die Hintergrundfarbe im Logo von Bitcoin die Farbe Orange ist, spielt Mangold in seinem Buchtitel auf die zwei Pillen, zwischen denen der Held im Film Matrix wählen muss, an.
Nach Meinung des Kulturjournalisten Philipp Bovermann in der Süddeutsche Zeitung bejubelt Mangold Bitcoin in einer Erzählung, die sowohl von Selbstironie bezüglich seiner persönlichen Erlebnisse als auch vom „heiligen Ernst“ für das Nutzen der neuen Technologie geprägt ist, weil Mangold darin die Lösung „aller relevanten politischen Probleme“ sehe. In seiner Besprechung für den Spiegel sieht Tobias Rapp in diesem Buch mehr als eine Lobschrift der Zukunftschancen von Bitcoin. Er beschreibt den Text von Mangold als „das Protokoll einer Erweckung“ und die Einstellung von Menschen, die Kryptowährungen als „Reichtumsmaschinen“ ansehen, als „Glaube“.

## Auszeichnungen
2007 erhielt Mangold den Berliner Preis für Literaturkritik. Die Jury würdigte damit „die Genauigkeit und Empathie“, mit der Mangold die Literaturkritik als literarische Gattung gestaltet. Im Herbst 2020 wurde Mangold ein Stipendium in der Villa Aurora zuerkannt.

## Buchveröffentlichungen

### Herausgeber
- Die Besten 2008. Klagenfurter Texte. Piper Verlag München/Zürich 2008, ISBN 978-3-492-05209-2.
- Die Besten 2009. Klagenfurter Texte. Piper Verlag München/Zürich 2009, ISBN 978-3-492-05342-6.

### Autor
- Sehr wahrheitsgemäße Bekenntnisse eines fernsehaffinen Literaturkritikers, in: Alexander Wasner (Hrsg.): Ich möchte lieber doch: Fernsehen als literarische Anstalt, Wallstein Verlag 2008, ISBN 978-3-8353-0279-2, S. 144ff.
- Mit Herlinde Koelbl und Louis Lewitan (als Interviewer): Das war meine Rettung. 50 Persönlichkeiten erzählen von Wendepunkten in ihrem Leben, Verlag Edel, Hamburg 2012, ISBN 978-3-8419-0175-0.
- Das deutsche Krokodil. Meine Geschichte. Autobiografie, Rowohlt Verlag, Reinbek 2017, ISBN 978-3-498-04468-8.[32][33]
  - englisch: The German Crocodile: A literary memoir, transl. Ruth Ahmedzai Kemp, DAS Editions 2021, ISBN 978-1-83822-150-8.
- Der innere Stammtisch. Ein politisches Tagebuch, Rowohlt Verlag, Hamburg 2020, ISBN 978-3-498-00119-3.
- Die orange Pille, dtv 2023, ISBN 978-3-423-28312-0.